# Lozanne
Pour les articles ayant des titres homophones, voir Lausanne et Lauzanne.
Lozanne est une commune française située dans le département du Rhône, en région Auvergne-Rhône-Alpes.

## Géographie
Lozanne est située à l'extrémité sud des monts du Beaujolais, à 20 kilomètres au nord-ouest de Lyon, au point où la vallée de l'Azergues s'élargit en une vaste plaine avant de se jeter dans la Saône. C'est un carrefour routier et ferroviaire important, entre l'agglomération lyonnaise, la plaine de la Saône et la partie montagneuse du département. Bien abritée par ses collines sur trois côtés, Lozanne jouit d'un micro-climat tempéré.

### Accès

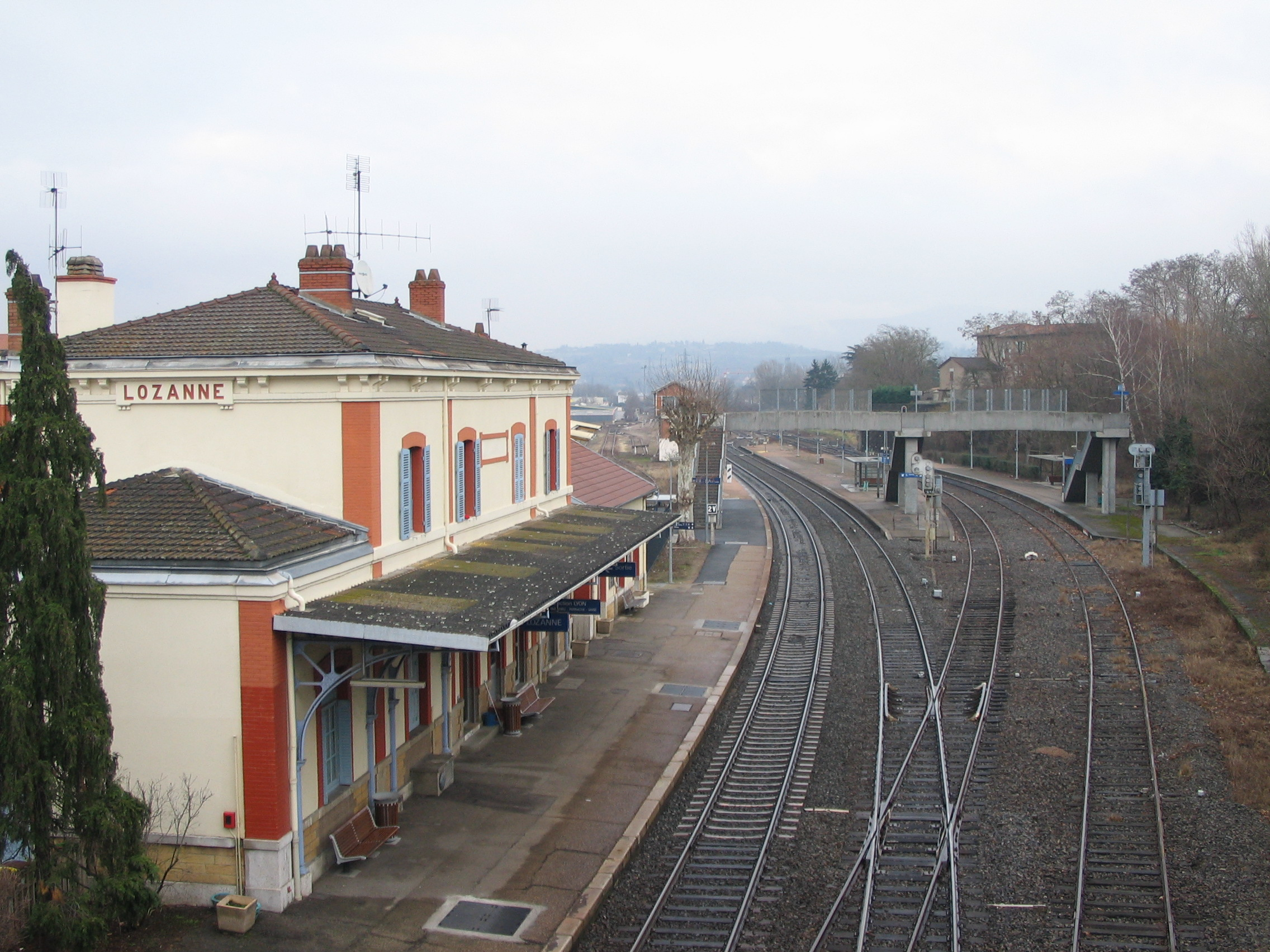
Gare SNCF.

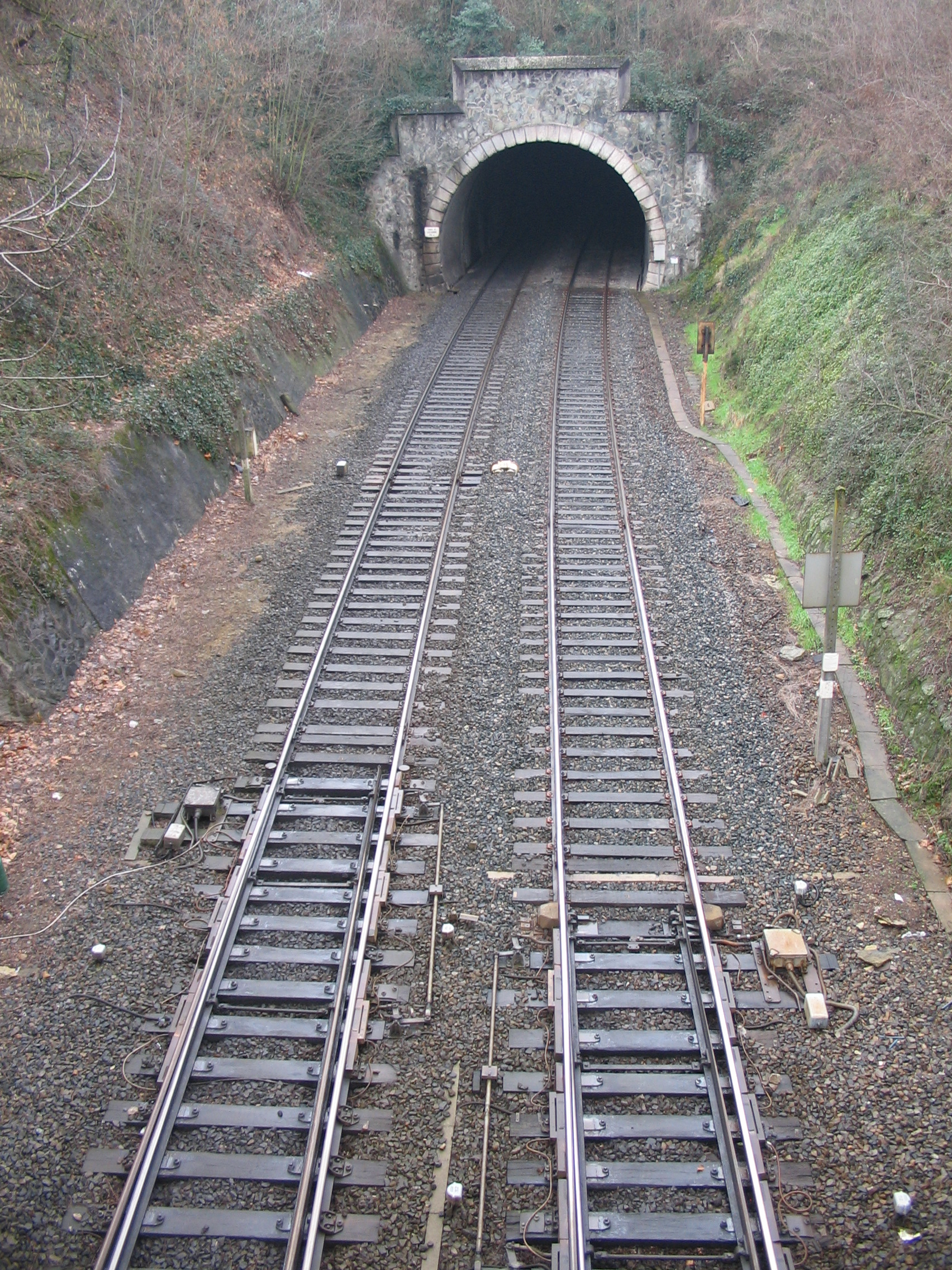
Tunnel en sortie, vers l'ouest.

- Par route depuis Lyon, le nord, l'est et le sud de la France : échangeur Porte de Lyon sur l'autoroute A6, route départementale 306 (RD 306) direction Anse, puis route départementale 385 (RD 385).
- Par route depuis l'ouest et le centre : échangeur Pont-de-Dorieux (no 37) sur l'autoroute A89 puis route départementale 70 (RD 70).
- En train depuis Lyon : lignes TER Lyon-Part-Dieu  - Roanne, Lyon-Part-Dieu - Paray-le-Monial, ou Lyon-Saint-Paul - Lozanne.
- En train depuis l'ouest ou le centre : ligne Tours ou Nantes - Lyon via Saint-Germain-des-Fossés, ligne Clermont - Lyon via Saint-Germain-des-Fossés (avec changement à Roanne ou à L'Arbresle).

### Climat
Pour des articles plus généraux, voir Climat d'Auvergne-Rhône-Alpes et Climat du Rhône.
En 2010, le climat de la commune est de type climat océanique dégradé des plaines du Centre et du Nord, selon une étude du Centre national de la recherche scientifique s'appuyant sur une série de données couvrant la période 1971-2000. En 2020, Météo-France publie une typologie des climats de la France métropolitaine dans laquelle la commune est exposée à un climat de montagne ou de marges de montagne et est dans la région climatique  Nord-est du Massif Central, caractérisée par une pluviométrie annuelle de 800 à 1 200 mm, bien répartie dans l’année. 
Pour la période 1971-2000, la température annuelle moyenne est de 11,7 °C, avec une amplitude thermique annuelle de 18 °C. Le cumul annuel moyen de précipitations est de 768 mm, avec 8,7 jours de précipitations en janvier et 6,2 jours en juillet. Pour la période 1991-2020, la température moyenne annuelle observée sur la station météorologique de Météo-France la plus proche, « Le Breuil », sur la commune du Breuil à 8 km à vol d'oiseau, est de 11,6 °C et le cumul annuel moyen de précipitations est de 749,8 mm,. Pour l'avenir, les paramètres climatiques de la commune estimés pour 2050 selon différents scénarios d'émission de gaz à effet de serre sont consultables sur un site dédié publié par Météo-France en novembre 2022.

## Urbanisme

### Typologie
Au 1er janvier 2024, Lozanne est catégorisée ceinture urbaine, selon la nouvelle grille communale de densité à sept niveaux définie par l'Insee en 2022.
Elle appartient à l'unité urbaine de Lyon, une agglomération inter-départementale regroupant 123  communes, dont elle est une commune de la banlieue,,. Par ailleurs la commune fait partie de l'aire d'attraction de Lyon, dont elle est une commune de la couronne,. Cette aire, qui regroupe 397 communes, est catégorisée dans les aires de 700 000 habitants ou plus (hors Paris),.

### Occupation des sols
L'occupation des sols de la commune, telle qu'elle ressort de la base de données européenne d’occupation biophysique des sols Corine Land Cover (CLC), est marquée par l'importance des territoires agricoles (64,5 % en 2018), en diminution par rapport à 1990 (65,9 %). La répartition détaillée en 2018 est la suivante : 
zones agricoles hétérogènes (23,6 %), zones urbanisées (23,4 %), prairies (23,4 %), cultures permanentes (17,6 %), forêts (12 %). L'évolution de l’occupation des sols de la commune et de ses infrastructures peut être observée sur les différentes représentations cartographiques du territoire : la carte de Cassini (XVIIIe siècle), la carte d'état-major (1820-1866) et les cartes ou photos aériennes de l'IGN pour la période actuelle (1950 à aujourd'hui).

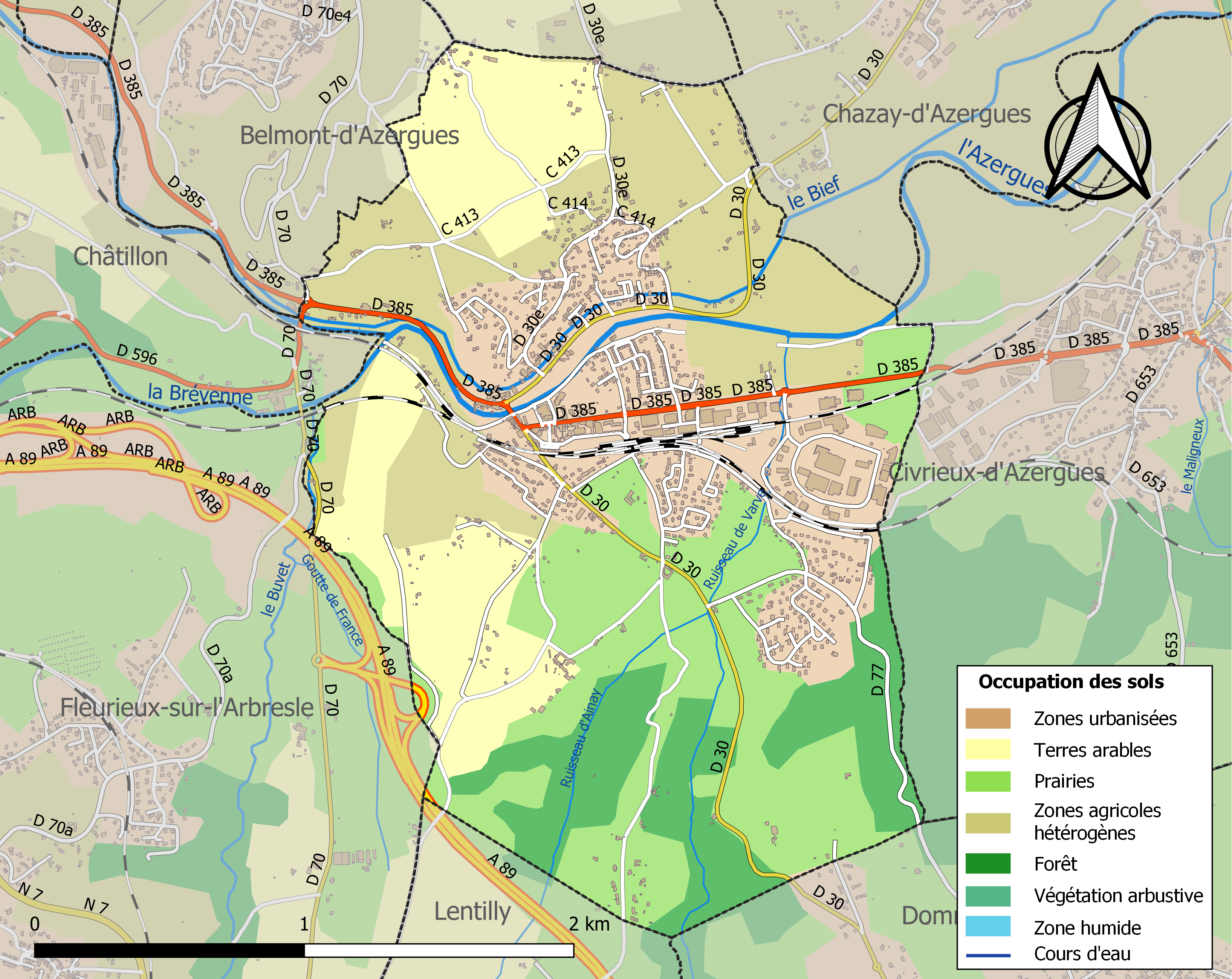
Carte des infrastructures et de l'occupation des sols de la commune en 2018 (CLC).

## Toponymie
Lozanne comme son homonyme suisse Lausanne, (/lɔ.zan/) viendrait du celtique « lausa » (signifiant dalle, pierre plate) et du suffixe celtique « -onna », qui servait souvent à former des noms de cours d'eau. 

## Histoire
Il est difficile de trouver l’origine du nom d’un village ou d’un lieu-dit, chacun croit connaître la vérité et si certains s’en rapprochent, d’autres en sont vraiment très éloignés. En plus, les erreurs des  cartographes ou des copistes n’aident en rien. Un bel exemple à Lozanne est le lieu-dit appelé Dorieux de nos jours qui est situé sur la rive gauche de l’Azergues près de Belmont. Sur d’anciens plans, on lit Lorieux, ce mot signifiant la rivière, alors que Dorieux, le nom actuel, anciennement Deux Rieux, veut dire deux rivières. La partie de Châtillon entre la Brévenne et l’Azergues, vers leur confluent, se nomme logiquement Dorieux car elle est située entre deux cours d’eau, mais chez nous, à Lozanne c’est les anciens documents qui disent vrais car ce lieu ne touche qu’une rivière ; on devrait donc l’appeler Lorieux. À un certain moment, il dût y avoir erreur de retranscription et cette erreur est restée dans les mœurs.
Suivant les documents, le nom de notre village se trouve orthographié de différentes manières. On peut lire Lozena sur une rente noble de Lentilly de 1340, Lossane sur une rente de Poleymieux, Luxane sur une carte du gouvernement général du Lyonnais de 1721, Lauzane sur une carte du département de Rhône et Loire du 3 février 1790, Lozane sur une carte de l’armée de 1897, (toutes sont visibles aux archives départementales du Rhône section ancienne) Lozanna, et parfois Lauzanne. Dans d’autres livres accessibles à la Bibliothèque nationale de France, on trouve Losanne, Lozane.
D’après Vachet et l’abbé Devaux, Lozanne viendrait d’un nom celtique Lozanna ou Losanna,.
D’après E. Nègre  ce serait un nom de formation latine, nom propre romain Lausianus.
D’après A. Dauzat et Ch. Rostaing, Lozanne viendrait d’un nom d’homme latin, Lausius ou Lautius avec suffixe -anum.
Les pierres plates « loses » appelées anciennement Loza, Losa, Loze pourraient aussi avoir formé le nom de Lozanne. Nous trouvons bordé de ces pierres les chemins du Butin, de la Cressonnière.
D’après le docteur Morin, « Ce serait vers l’an 800 que les moines d’Ainay fondèrent Lozanne, primitivement Lauzanne, en souvenir de la ville suisse de ce nom, où cette abbaye possédait une église sous le vocable de St Didier »,.
Pour Lucie Missire, Lozanne viendrait de « l'hosanna » chanté le Dimanche des Rameaux aussi appelé jour de l'osanne ou de l'ozanne du nom donné au buis bénit pendant la cérémonie.

## Politique et administration

### Liste des maires
| Période                                  | Période                       | Identité                    | Étiquette | Qualité |
| ---------------------------------------- | ----------------------------- | --------------------------- | --------- | --- |
| 1871                                     | 1881                          | Émile Forey                 |           | |
| 1881                                     | 1888                          | Jean Louis Bunand           |           | |
| 1888                                     | 1892                          | Aimé Chapiron               |           | |
| 1892                                     | 1898                          | Jean Louis Bunand           |           | |
| 1898                                     | octobre 1947                  | Jean Bouricand              |           | |
| octobre 1947                             | mars 1965                     | Pétrus Missire (1893-1966)  |           | Exploitant agricole, ancien adjoint Chevalier de la Légion d'honneur (1956)                                       |
| mars 1965                                | mars 1977                     | Constant Martin             |           | |
| mars 1977                                | juin 1995                     | Louis Vial                  |           | Vice-président du SIVOM Beaujolais Val d'Azergues Maire honoraire                                                 |
| juin 1995                                | mars 2001                     | Daniel Lachenal (1940-2017) |           | |
| mars 2001                                | mars 2008                     | Fabien Bertin               | DVD       | |
| mars 2008                                | En cours (au 19 janvier 2021) | Christian Gallet            | DVD       | Directeur des ventes retraité 3e vice-président de la CC Beaujolais Pierres Dorées Réélu pour le mandat 2020-2026 |
| Les données manquantes sont à compléter. |                               |                             |           | |

## Symbolique
Vers 1975, un blason « de gueules a deux clés d'or en sautoir » est créé. Il ressemblait beaucoup à celui de l’abbaye d’Ainay afin de rappeler que dans les premiers temps, Lozanne faisait partie de leurs possessions.  Il servit d'emblème à la commune jusqu'en 1989, date à laquelle il est remplacé par un logotype créé par une graphiste professionnelle, Pascale Joly.
Sa forme hexagonale évoque la France et dans sa moitié inférieure est représenté le pont, ouvrage significatif de notre commune reliant le Beaujolais au Lyonnais. Sous celui-ci est inscrit en capitales jaunes le nom de Lozanne. Dans la partie supérieure gauche, sur une colline figurant le relief de notre région, se trouve l'église monument des plus anciens de notre patrimoine. Partant du centre de l'hexagone, deux lignes montantes courbes se rejoignant dans l'angle supérieur droit montre le chemin de l'avenir. Au-dessous, une représentation des moulins de Lozanne, symbole de l'activité industrielle. Représenté sur une mosaïque faite par l'entreprise de Lagoutte en 1990, on a pu le voir jusqu'en 2012 au carrefour de la route de Lyon et de la route de la Tour de Salvagny, à la place d’une ancienne pompe détruite lors de la construction de l'immeuble « Le Soleil levant ».
En fin d'année 2010, les élus valident un nouveau logotype qui se veut porteur d'une image de Lozanne moderne mais dans la tradition. Si le dessin du logo est plus contemporain, les éléments centraux qui composaient l'ancien ont été conservés : l'église et le pont. Les couleurs choisies rappellent la situation géographique de Lozanne : l'orange pour les Pierres Dorées, et le violet lie-de-vin pour le Beaujolais. Enfin, si le nom de la commune n'a pas changé, le nouveau conseil a voulu nous démarquer de notre sœur suisse en faisant apparaître les mots « en Beaujolais » sous le nom de Lozanne.

## Population et société

### Démographie
L'évolution du nombre d'habitants est connue à travers les recensements de la population effectués dans la commune depuis 1793. Pour les communes de moins de 10 000 habitants, une enquête de recensement portant sur toute la population est réalisée tous les cinq ans, les populations de référence des années intermédiaires étant quant à elles estimées par interpolation ou extrapolation. Pour la commune, le premier recensement exhaustif entrant dans le cadre du nouveau dispositif a été réalisé en 2006.

En 2022, la commune comptait 3 182 habitants, en évolution de +20,58 % par rapport à 2016 (Rhône : +3,93 %, France hors Mayotte : +2,11 %).
| 1793 | 1800 | 1806 | 1821 | 1831 | 1836 | 1841 | 1846 | 1851 |
| ---- | ---- | ---- | ---- | ---- | ---- | ---- | ---- | ---- |
| 314  | 275  | 295  | 333  | 310  | 334  | 343  | 344  | 392  |

| 1856 | 1861 | 1866 | 1872 | 1876 | 1881 | 1886 | 1891 | 1896 |
| ---- | ---- | ---- | ---- | ---- | ---- | ---- | ---- | ---- |
| 422  | 453  | 483  | 601  | 620  | 647  | 644  | 624  | 717  |

| 1901 | 1906 | 1911 | 1921 | 1926 | 1931 | 1936 | 1946 | 1954 |
| ---- | ---- | ---- | ---- | ---- | ---- | ---- | ---- | ---- |
| 768  | 800  | 742  | 705  | 731  | 736  | 772  | 703  | 717  |

| 1962 | 1968 | 1975  | 1982  | 1990  | 1999  | 2006  | 2011  | 2016  |
| ---- | ---- | ----- | ----- | ----- | ----- | ----- | ----- | ----- |
| 780  | 896  | 1 347 | 1 704 | 1 645 | 2 157 | 2 282 | 2 493 | 2 639 |

| 2021  | 2022  | - | - | - | - | - | - | - |
| ----- | ----- | - | - | - | - | - | - | - |
| 3 031 | 3 182 | - | - | - | - | - | - | - |

### Sport
La ville dispose d’une salle des sports qui accueille des clubs d’arts martiaux, un club de basket, un club de tir à l’arc et des clubs multi-sports.
La commune est une étape du sentier de grande randonnée de pays Tour du Beaujolais des Pierres dorées.

### Environnement

#### Faune et flore
La vallée d'Azergues possède une faune et une flore variées, sans présence d'espèces rares. La végétation en milieu humide se caractérise par l'aulne, le frêne, le saule ou le peuplier, celle des sous-bois présente ortie, clématite sauvage, renouée, oseille des prés…, ainsi que lycope, liseron, lamier pourpre… et herbes aux femmes battues (tamier) , épiaire, linaire, onagre...
Sur le versant oriental des vallons on a chèvrefeuille xylostéum, érable champêtre, chêne sessile, cornouiller, troène, aubépine, sureau, acacia... Sur le versant occidental, érable plane, hêtre, chêne pédonculé, châtaignier, lierre, stellaire holostée... Dans les clairières les ronces, les buissons d'épines ou de genêt dominent mais peuvent céder la place au pâturin des forêts, houlque molle, luzule, canche flexueuse.
Les landes peuvent voir fleurir hélianthème, œillet du chartreux. Il existe aussi des bois de chênes parfois pubescents où l'on peut trouver le buis, le bois joli, la mélitte, le fragon ou la garance. Sur les sols plus caillouteux, les bois sont d'acacias, noisetiers, charmilles, églantiers, prunelliers, érables avec quelques chênes.
En 2010, sous l’impulsion de M. Blayon son président, la société de chasse engage la lutte pour la biodiversité. Dans les « chaintres », elle sème, en accord avec les propriétaires, œillets, sarrasins, trèfles afin de favoriser la pollinisation et fournir de la nourriture au gibier. Pour aider les animaux à passer l’hiver, 11 mangeoires ont été installées sur la commune.
La faune est très diversifiée : hérisson, putois, fouine, blaireau, belette, chevreuil, lièvre, renard, lapin de garenne, taupe...
Quant aux oiseaux, on note la présence de perdrix, faisans, bécasses des bois, oedienemes cryards, grands ducs, martins-pêcheurs, milans noirs, buses variables, faucons crécerelles, verdiers, bouvreuils
Les pêcheurs peuvent trouver la truite fario, le goujon, la loche, le blageon, le chevesne, le vairon, et la lamproie de planer dans la portion d'Azergues comprise entre les établissements Mathelin et la Brévenne classée en première catégorie. Après, jusqu’à Anse, les espèces rencontrées sont plus nombreuses avec des barbeaux, hotus, brochets, perches, carpes, tanches, ombres communs et perches soleil.

## Lieux et monuments

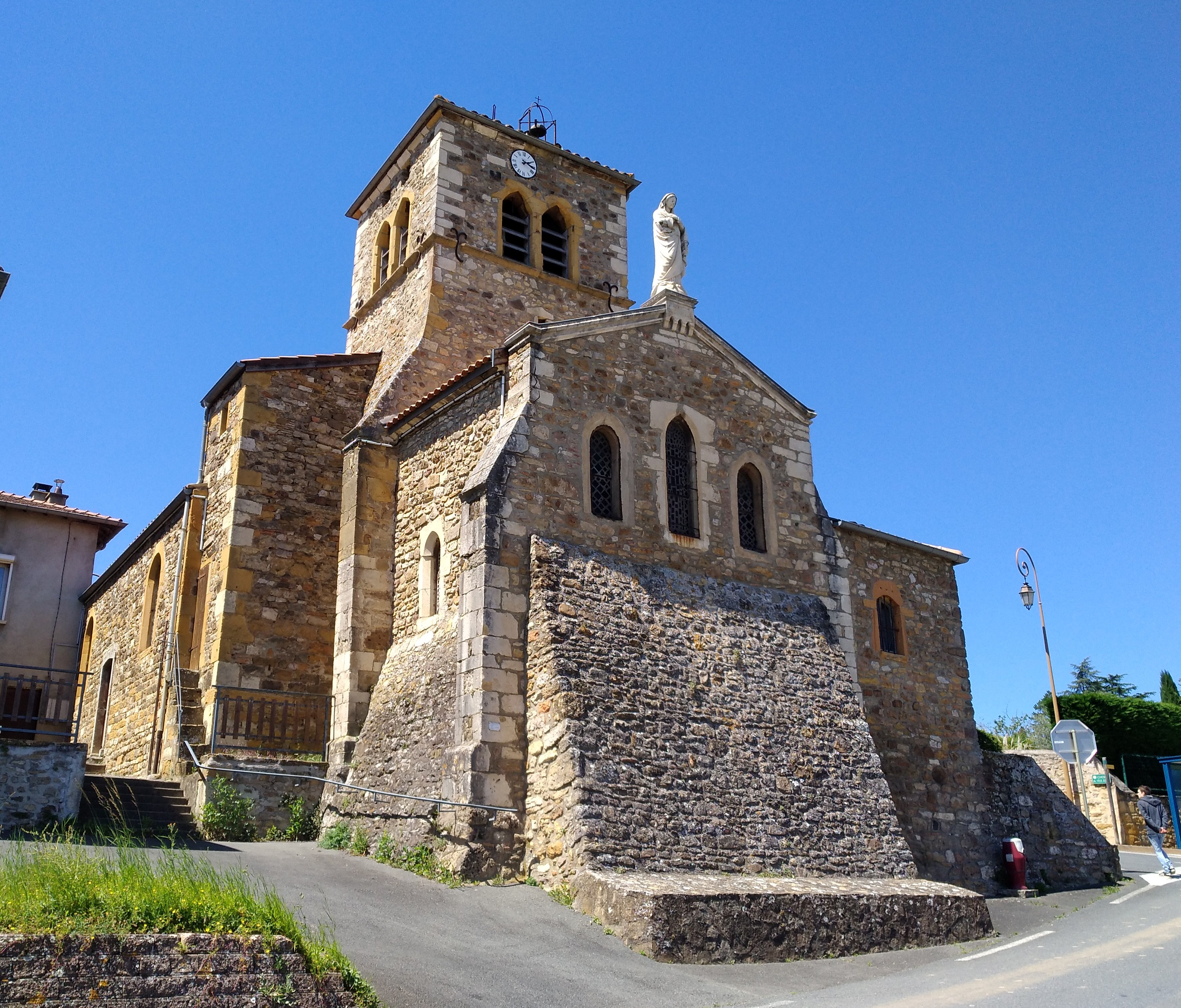
L'église en 2020.

- L'église romane, avec son clocher du XIIIe siècle, qui serait l'agrandissement d'une chapelle du VIe siècle, est placée sous le vocable de saint Maurice et sainte Marguerite. En 2010, une restauration révèle que c'est saint Georges, terrassant le dragon, qui est représenté sur une peinture de 1480 au-dessus du portail, et non saint Maurice comme on le croyait jusque-là[26]. L'intérieur abrite une piscine liturgique, utilisée dans l'ancien temps pour les baptêmes par immersion.